# Sint-Mattheuskerk (Munkzwalm)

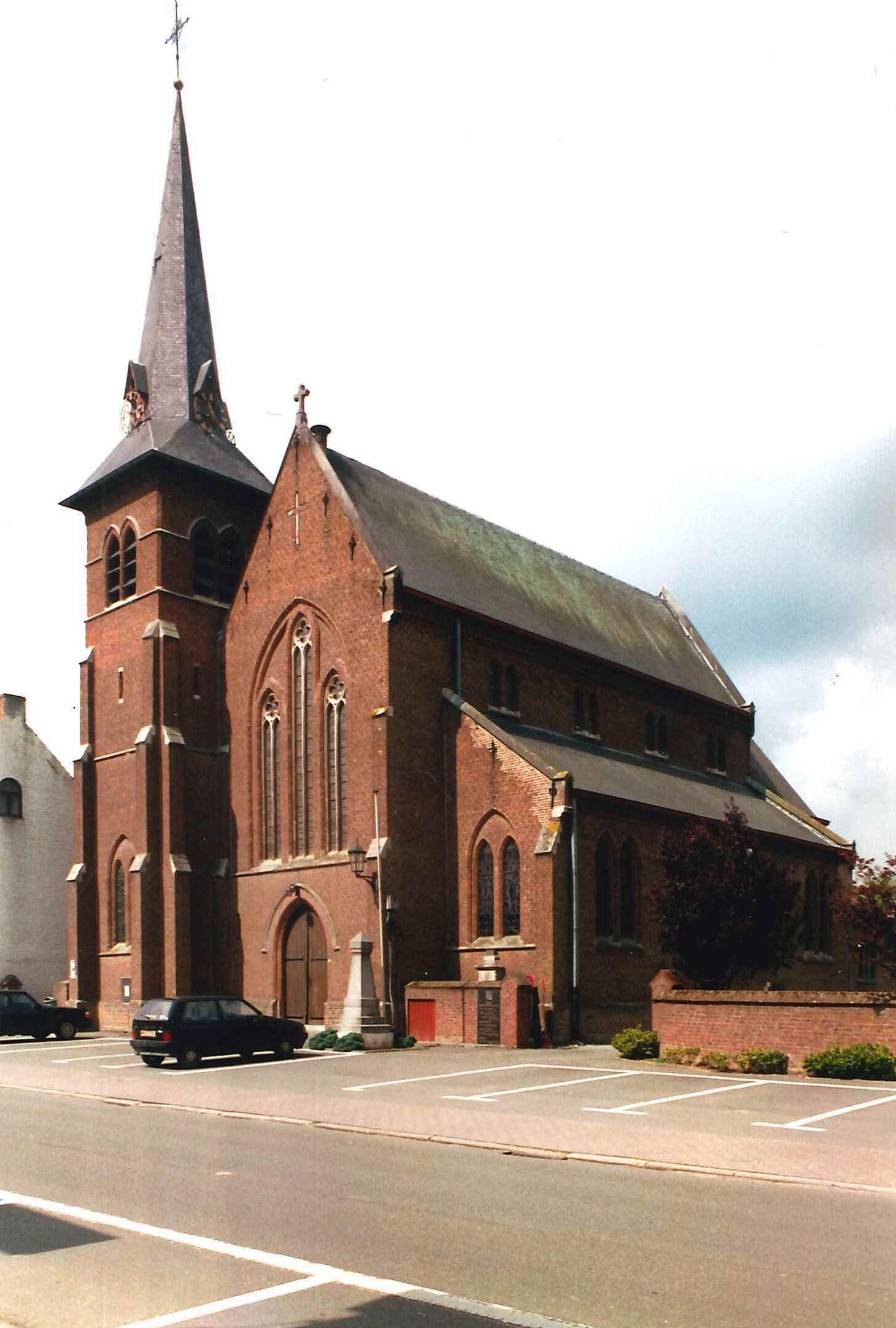
Sint-Mattheuskerk

De Sint-Mattheuskerk is de parochiekerk van de tot de Oost-Vlaamse gemeente Zwalm behorende plaats Munkzwalm, gelegen aan de Zuidlaan 18.

## Geschiedenis
In de nabijheid van de huidige kerk stond een eenbeukig romaans kerkje dat echter te klein werd bevonden en vervangen door een grotere kerk. Deze werd gebouwd in 1875-1876 in neogotische stijl, naar ontwerp van Emile Van Hoecke-Peeters.

## Gebouw
Het betreft een naar het westen georiënteerd bakstenen basilicaal kerkgebouw met een naastgebouwde toren in de zuidoosthoek. Deze toren, op vierkante plattegrond, heeft drie geledingen. Het koor is driezijdig afgesloten.

## Interieur
Het schip wordt overkluisd door een houten spitstongewelf.
De kerk bezit een beeld van Onze-Lieve-Vrouw van Troost, van omstreeks 1600. Het kerkmeubilair dateert vooral van het laatste kwart van de 19e eeuw. Uit het 3e kwart van de 18e eeuw is een communiebank in Lodewijk XVI-stijl. De preekstoel uit de 2e helft van de 18e eeuw is in Lodewijk XVI-stijl. Ook is er een biechtstoel uit midden 17e eeuw in renaissancestijl.